# Hypotacha alba
Hypotacha alba is een vlinder uit de familie van de spinneruilen (Erebidae). De soort komt voor in Kenia en Tanzania.